# 運搬橋

稼働概念

運搬橋（うんぱんきょう, Transporter bridge）は、橋の形式の1つである。川を跨ぐ背の高い構造物からゴンドラが吊り下げられており、歩行者や自動車はゴンドラに乗って対岸まで移動する。船の航行を妨げないように工夫された形式である。

## 概要

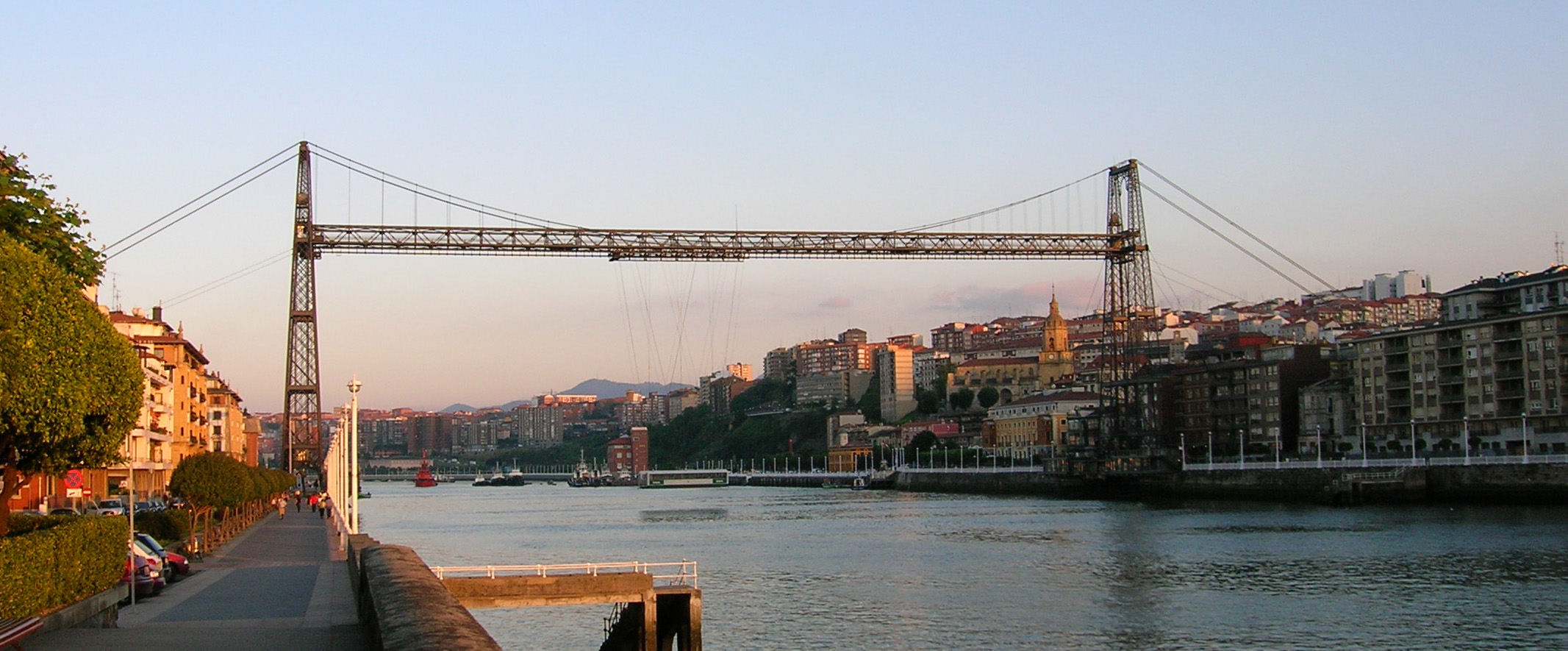
スペインのビスカヤ橋

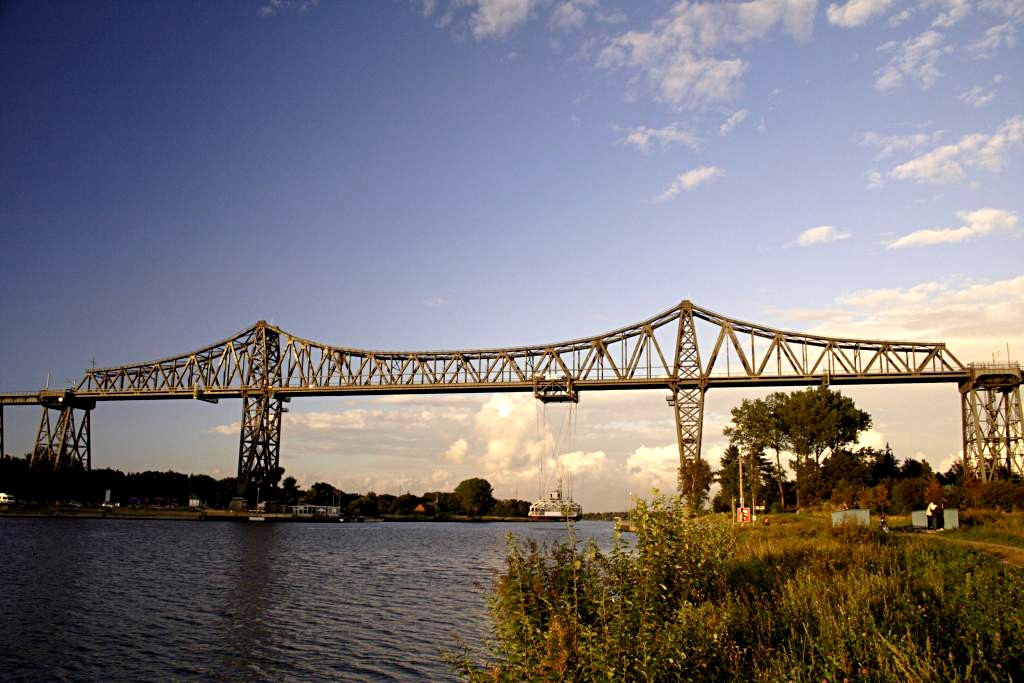
ドイツのレンツブルク鉄道橋

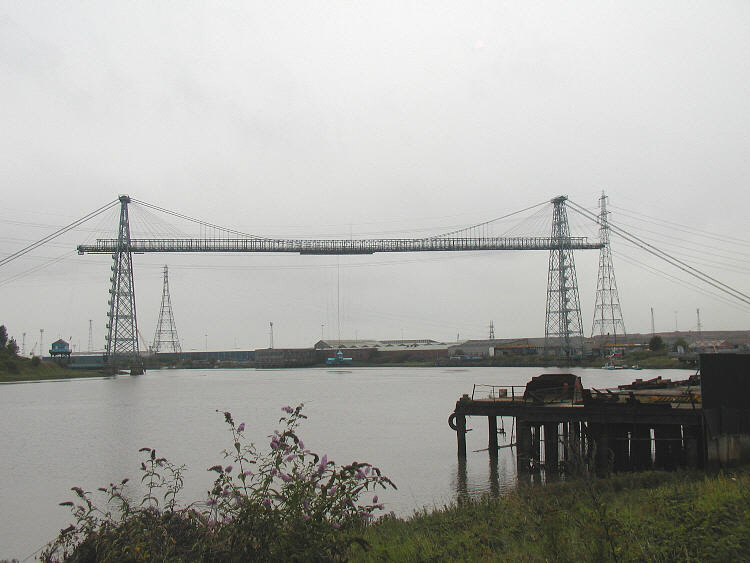
イギリスのニューポート運搬橋

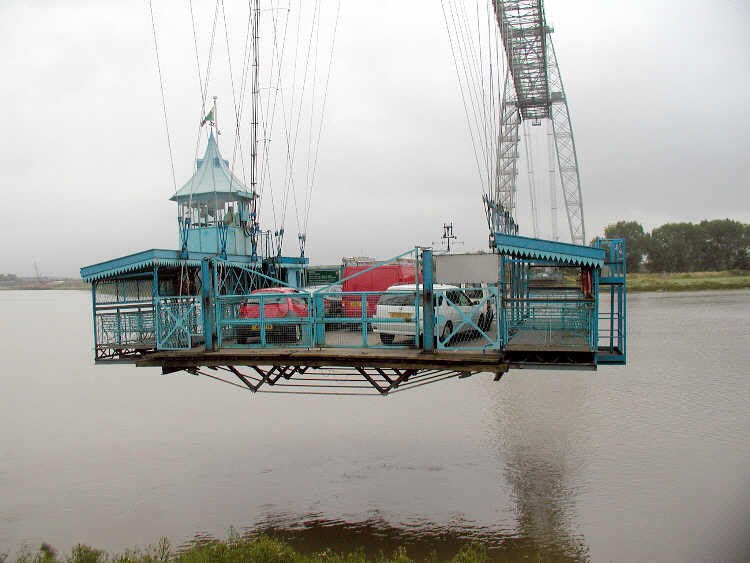
ニューポート運搬橋のゴンドラ

初めて建設された運搬橋は1893年のビスカヤ橋（スペイン）である。船を通すために橋を高くするとそこにたどり着くまでの傾斜路がとても長く巨大になってしまう。当時の自動車、あるいは馬車は非力だったので急勾配を登ることができなかったのである。その後あちこちで運搬橋が建設されたが、ゴンドラに乗れる量が限られていることと自動車の性能が良くなったことからすぐに廃れてしまった。そのため建設された数は少なく、現存するのは8本と、昇開橋に改造された1本のみである。
運搬橋が最も多く建設されたのはフランスで、5本が建設され、1本が途中まで建設された。また運搬橋が最も多く現存するのはイギリスで、4本（うち1本は使われていない）が残っている。
ニューポート運搬橋は1906年にウスク川に架けられた。理由は堤が低いことと、干潮時には渡し船が航行できないことである。ミドルスブラ運搬橋も同じような例である。
アメリカ合衆国には2本の運搬橋が建設された。1905年に完成したミネソタ州ダルースのエアリアル橋と1933年シカゴ万国博覧会のスカイライドである。エアリアル橋は1930年に昇開橋に改造された。またスカイライドはこの当時最長の運搬橋だったがすぐに解体された。
ドイツにも2本の運搬橋がある。レンツブルクとオステンである。レンツブルクの運搬橋は上部に鉄道が通っていることが特徴である。
旧ソ連はヴォルゴグラード（旧スターリングラード）に最長の運搬橋を建設した。

## 運搬橋の一覧
| 橋名                          | 所在地                              | 完成   | スパン       | 備考                                                                             |
| ----------------------------- | ----------------------------------- | ------ | ------------ | -------------------------------------------------------------------------------- |
| ミドルスブラ運搬橋            | イギリス ミドルスブラ               | 1911年 | 177m         | 現在も使用中                                                                     |
| ニューポート運搬橋            | イギリス ニューポート               | 1906年 | 181m         | 現在も使用中                                                                     |
| オーステン運搬橋              | ドイツ オーステン                   | 1909年 | 80m          | 現在も使用中                                                                     |
| ビスカヤ橋                    | スペイン ポルトゥガレテ・ゲチョ間   | 1893年 | 164m         | 現在も使用中。世界遺産                                                           |
| レンツブルク鉄道橋            | ドイツ レンツブルク                 | 1913年 | 140m         | 鉄道橋との複合構造。現在も使用中                                                 |
| ロシュフォール運搬橋          | フランス ロシュフォール             | 1900年 | 140m         | 現在も使用中                                                                     |
| エアリアル橋                  | アメリカ合衆国 ダルース             | 1905年 | 120m         | 1929年に昇開橋に改造され現在も使用中                                             |
| ロイヤルヴィクトリアドック橋  | イギリス ロンドン                   | 1998年 | 128m         | 運搬橋としての準備工事に留まっており、現時点では通常の歩道橋として使用されている |
| プエンテ橋                    | アルゼンチン ブエノスアイレス       | 1914年 | ?            | 現在は使われていない                                                             |
| ウォリントン運搬橋            | イギリス ウォリントン               | 1916年 | 57m          | 現在は使われていない                                                             |
| ビゼルト/ブレスト運搬橋       | チュニジア ビゼルト                 | 1898年 | 109m         | 1909年にフランスのブレストに移されたが1944年に損傷、1947年に解体された           |
| ボルドー運搬橋                | フランス ボルドー                   |        | 400m（全長） | 完成せず1942年に解体                                                             |
| キール運搬橋                  | ドイツ キール                       | 1910年 | 128m         | 1923年に解体                                                                     |
| マルセイユ運搬橋              | フランス マルセイユ                 | 1905年 | 165m         | 1944年に破壊                                                                     |
| ナント運搬橋                  | フランス ナント                     | 1903年 | 141m         | 1958年に解体                                                                     |
| リオデジャネイロ運搬橋        | ブラジル リオデジャネイロ           | 1915年 | 171m         | 1935年に解体                                                                     |
| ルーアン運搬橋                | フランス ルーアン                   | 1898年 | 142m         | 1940年に破壊                                                                     |
| スカイライド                  | アメリカ合衆国 シカゴ               | 1933年 | 564m         | 1934年に解体                                                                     |
| スターリングラード運搬橋      | ロシア ヴォルゴグラード             | 1955年 | 874m         | 解体された                                                                       |
| ウィドゥネス-ランコーン運搬橋 | イギリス ウィドゥネス・ランコーン間 | 1905年 | 304m         | 1961年に解体                                                                     |